# Ким Ён Дэ
Ким Ён Дэ (кор. 김용대; род. 11 октября 1979) — южнокорейский футболист, вратарь. Выступал за сборную Республики Корея.

## Клубная карьера
В студенческом возрасте выступал за команду «Университет Ёнсе».
Во взрослом футболе дебютировал в 2002 году выступлениями за команду «Пусан Ай Парк», в которой провёл три сезона, приняв участие в 85 матчах чемпионата. Большинство времени, проведенного в составе «Пусан Ай Парк», был основным голкипером команды, выиграв в 2004 году Кубок Южной Кореи.
Впоследствии с 2006 года стал выступать за «Соннам», где он провёл три года, сыграв 54 матча и в первый год выступления за клуб он смог стать чемпионом страны, а следующие два сезона становился с командой вице-чемпионом Кореи.
Как предусмотрено законом, каждый человек Южной Кореи должен провести обязательную двухлетнюю военную службу. Поэтому в 2008 году Ким был переведен в армейский клуб «Санджу Санму», где провёл два года, сыграв за клуб 50 игр.
После окончания военной службы он переехал в «Сеул» в 2010 году, где он сразу стал основным вратарем. В первом сезоне он выиграл чемпионат Кореи и Кубок корейской лиги, и был признан лучшим вратарем K-лиги 2010 года. В 2011 году «Сеул» занял третье место, но в 2012 году клуб во второй раз выиграл K-лигу, а Ким еще раз был признан лучшим вратарем.
В 2013 году Ким помог команде выйти в финал азиатской Лиги чемпионов. В финальных матчах Ким был одним из лидеров своей команды, отразив удары Мурики и Дарио Конки. Несмотря на то, что оба матча закончились вничью (2:2 и 1:1), китайская команда праздновала победу в турнире благодаря голам на выезде. В 2015 году Ким уже не являлся основным вратарём, но при этом он выиграл очередной Кубок Южной Кореи.
в начале 2016 года присоединился в состав клуба «Ульсан Хёндэ».

## Международная карьера
В 1999 году привлекался в состав молодежной сборной Южной Кореи.
В 2000 году дебютировал в официальных матчах в составе национальной сборной Южной Кореи. В том же году в составе сборной был участником розыгрыша Золотого кубка КОНКАКАФ в США, Кубка Азии 2000 в Ливане, на котором команда завоевала бронзовые награды, и Олимпийских игр, а в следующем году в составе сборной был участником розыгрыша Кубка конфедераций 2001 в Японии и Южной Корее.
В дальнейшем был участником Кубка Азии 2004 года в Китае, чемпионате мира 2006 года в Германии, Кубка Азии 2007 в четырех странах сразу, на котором команда завоевала бронзовые награды, а также Кубка Азии 2011 года в Катаре, на котором команда снова завоевала бронзовые награды.